# Tapa (tessuto)

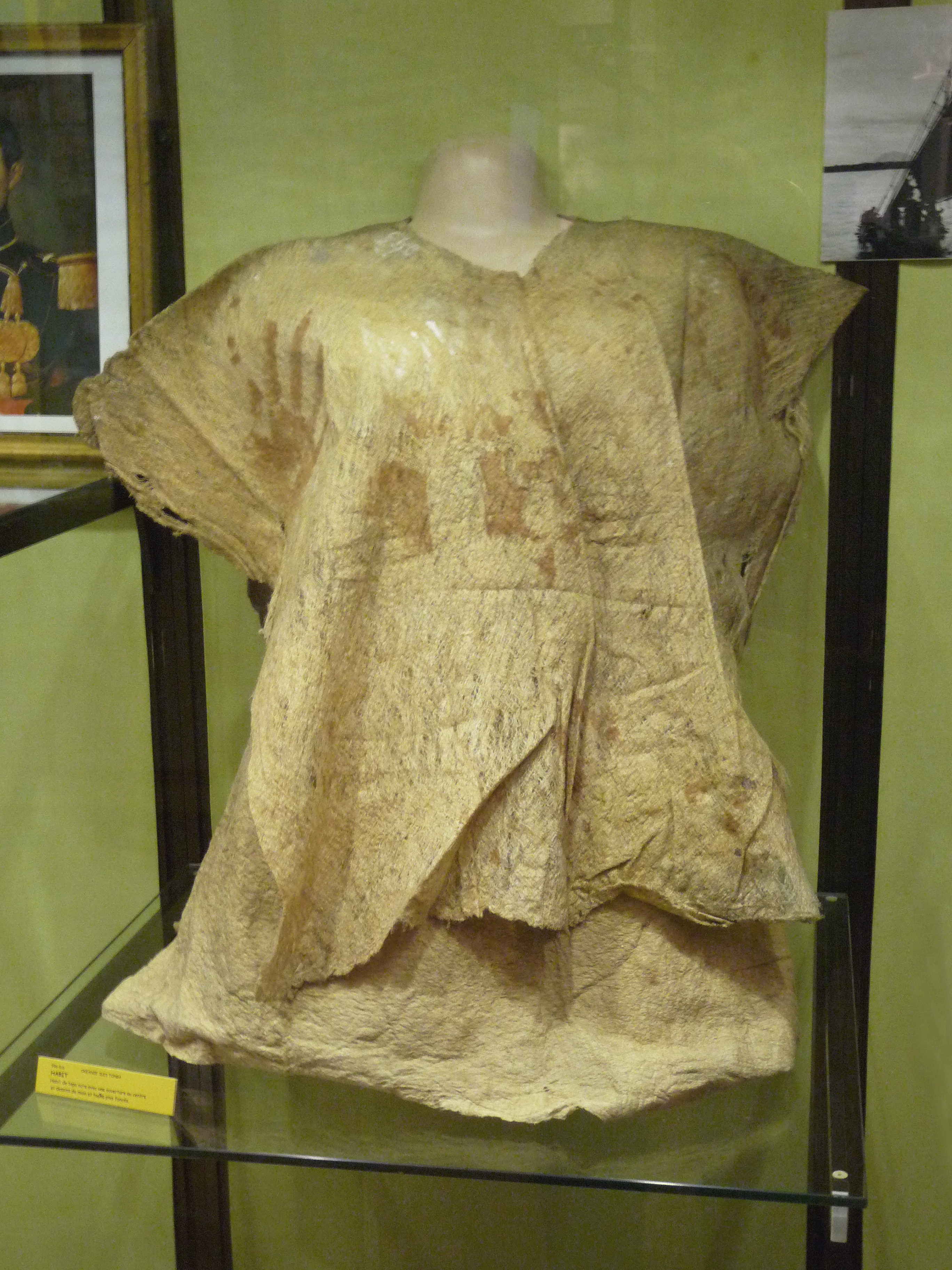
Abito in Tapa, isole Tonga, Musée d'histoire naturelle et d'ethnographie di Colmar

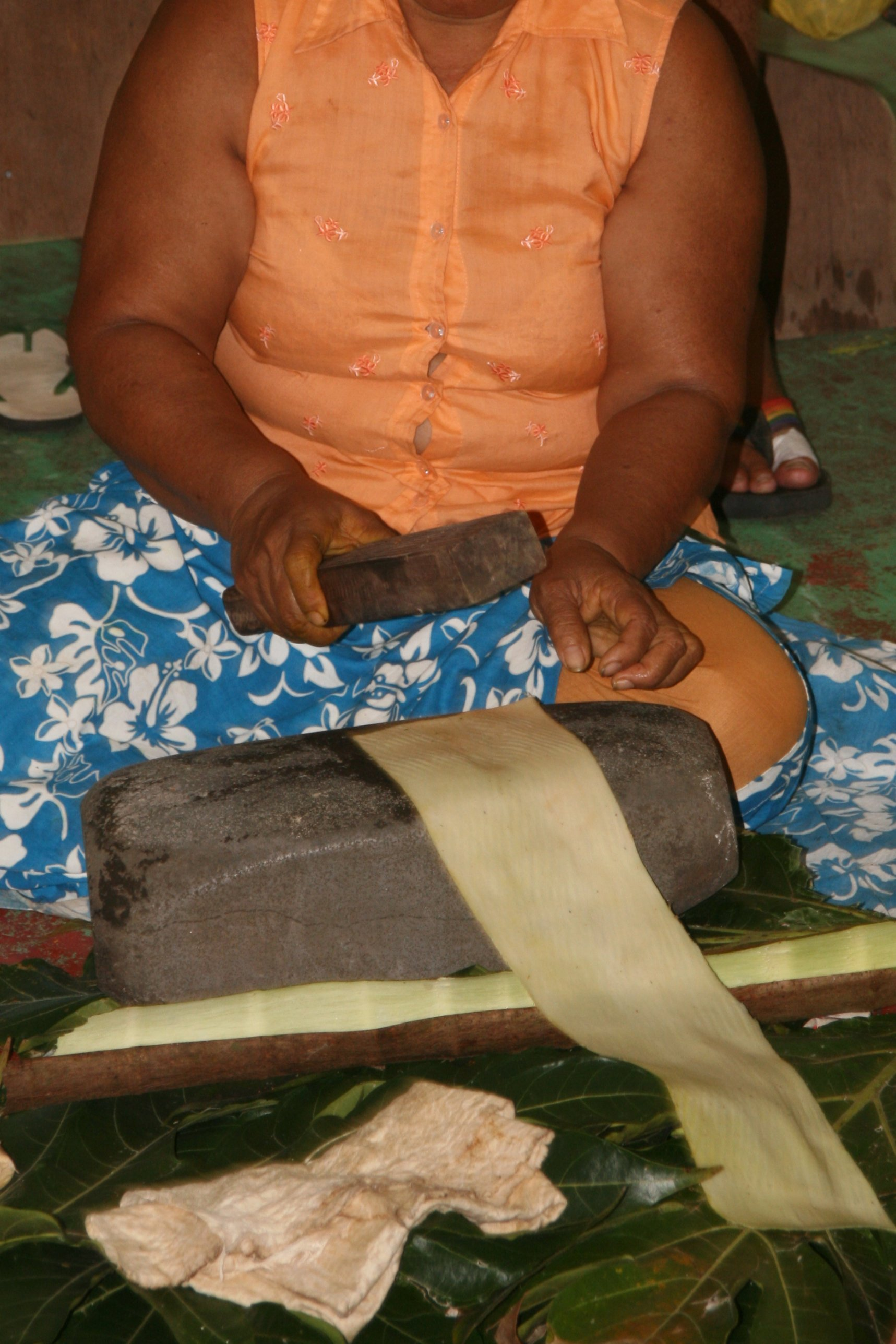
Lavorazione della Tapa, isola Fatu Hiva, isole Marchesi

Tapa è il termine utilizzato per chiamare un tessuto tipico del Pacifico, delle isole Hawaii e Figi, chiamato Ngatu nelle isole Tonga.
Questo tessuto viene creato a partire dalla corteccia del gelso da carta che, se messa in acqua, diventa morbida e biancastra, battuta con un mazzuolo di legno si dilata fino a diventare un foglio sottile. Se la corteccia è di grosse dimensioni si possono ottenere fogli che vanno oltre il metro, con la sovrapposizione incrociata di più fogli e relative battiture si ottiene un tessuto non tessuto che può essere tagliato e cucito per realizzare capi di abbigliamento.